# Persborg, Uppsala kommun
Persborg är en småort i Uppsala-Näs socken i Uppsala kommun och Uppsala län cirka 8 km söder om Uppsala.

## Befolkningsutveckling
| Befolkningsutvecklingen i Persborg 2005–2023 | Befolkningsutvecklingen i Persborg 2005–2023 | Befolkningsutvecklingen i Persborg 2005–2023 | Befolkningsutvecklingen i Persborg 2005–2023 | Befolkningsutvecklingen i Persborg 2005–2023 |
| -------------------------------------------- | -------------------------------------------- | -------------------------------------------- | -------------------------------------------- | -------------------------------------------- |
|                                              |                                              |                                              |                                              |                                              |
| År                                           |                                              |                                              | Folkmängd                                    | Areal (ha)                                   |
| 2005                                         | 2005                                         |                                              | 53                                           | 11#                                          |
| 2010                                         | 2010                                         |                                              | 60                                           | 11#                                          |
| 2015                                         | 2015                                         |                                              | 75                                           | 13#                                          |
| 2020                                         | 2020                                         |                                              | 79                                           | 14#                                          |
| 2023                                         | 2023                                         |                                              | 74                                           | 14                                           |
| Anm.: # Som småort.                          |                                              |                                              |                                              |                                              |